# Марченко Дмитро Олександрович
Ма́рченко Дмитро́ Олекса́ндрович (нар. 25 лютого 1978, Вознесенськ, Миколаївська область) — український військовослужбовець, генерал-майор запасу Збройних Сил України, колишній начальник Головного управління розвитку та супроводження матеріального забезпечення ЗСУ (з вересня 2015). Учасник війни на сході України. Під час повномасштабного російського вторгнення керував обороною Миколаєва (з 25 лютого до 6 квітня 2022 року)[джерело?].
У жовтні 2022 року увійшов до списку 25 найвпливовіших українських військових від НВ.

## Життєпис

### Довоєнне життя
Народився 25 лютого 1978 року в місті Вознесенську на Миколаївщині у родині військовослужбовців.
Після школи мріяв вступити на навчання до Одеського інституту Сухопутних військ, але двічі провалив вступні іспити, відтак до українського війська потрапив після строкової служби. У 1996 році був направлений для проходження військової служби в інженерно-саперний полк, який дислокувався в місті Бахчисараї. Там дослужився до звання «сержант». Потім все ж вступив на навчання до  Одеського інституту Сухопутних військ, після закінчення якого був розподілений у 79-ту десантну бригаду. Станом на березень 2014 мав військове звання ««майор» і посаду командира батальйону.

### Російсько-українська війна
1 березня 2014 року 79-та окрема аеромобільна бригада з Миколаєва висунулася в бік Красноперекопська. Вночі частина дійшла до Чаплинки в очікуванні подальшого наказу до входу в Крим. На особисте прохання полковника[уточнити] Валерія Курача, Марченко на власному автомобілі під виглядом таксиста виїхав з метою розвідки в район Перекопського валу та Джанкойського аеродрому. При в'їзді на територію півострова було зафіксовано невелике скупчення бандформувань чисельністю близько 10 осіб. Спочатку, ґрунтуючись на цих даних планувалося висунення бригади в напрямку Джанкоя. Повертаючись до частини, підполковник Марченко зафіксував велике скупчення російських військ, в зв'язку з чим операція була скасована.
Потім були поїздки в Червоний лиман, Сонцеве, Амвросіївку.
Згодом була висота «Браво» й «Ізваринський котел». Проїхавши на БТРі по кордону між Україною і Росією, Марченко зумів вивезти з оточення 5 контужених військовослужбовців, серед яких були і жінки.
Станом на жовтень 2014 року перебував у лавах «кіборгів». Під час відвідин подарував Президенту України Петру Порошенку «оберіг кіборгів» — іграшку «Кузю».

### Начальник ГУРСМЗ
У вересні 2015 року призначений на посаду начальника Головного управління розвитку та супроводження матеріального забезпечення ЗСУ. Планувалося, що до обов'язків Марченка увійдуть перехід ЗСУ на стандарти НАТО у речовому і продовольчому забезпеченні, розробка нових зразків речового забезпечення, створення технічних умов за стандартами НАТО, контроль процесу виробництва і якості виробленої продукції, а також контроль над тендерними закупівлями для армії.
3 травня 2019 року отримав звання генерал-майора.
Українські ЗМІ характеризували Марченка як «одного із головних двигунів реформ у секторі матеріального забезпечення Збройних сил».

### Судове переслідування та арешт
У червні 2019 року ДБР в рамках розслідування закупівлі речового майна для ЗСУ за завищеною ціною, провело обшуки у Головному управлінні розвитку та супроводження матеріального забезпечення ЗСУ, а також за місцями проживання посадовців Міністерства оборони, керівників підприємств, також обшуки пройшли в офісах відповідних компаній. Вилучено 11 тисяч бронежилетів, документи та інші матеріали.
За заявою Романа Труби, під час випробування зі 110 бронежилетів «Корсар МЗс-1-4», закуплених 2019 року, були пробиті 79 (70 %). Вони прострілюються, зокрема, при намоканні. Роман Труба на брифінгу сказав:

| Закуплено 20 тисяч бронежилетів, за попередніми даними, 3 з 5 прострілюються. Закуплено 100 тисяч комплектів військової форми за завищеними цінами. Лише вартість одного елементу одягу завищена близько на 10 млн гривень. Було закуплено намети, які непридатні для використання. Перелік таких непридатних речей, які були закуплені для ЗСУ, досить великий. Про точні суми шкоди дізнаємося після проведення експертиз. Цинізм не в тому, що державі було завдано шкоду в особливо великих розмірах, це могло поставити під загрозу життя наших військовослужбовців, людей, які захищають нашу державу. |
| — Роман Труба, директор ДБР, 26 червня 2019 |

За повідомленням із ЗСУ, в липні балістична перевірка підтвердила якість бронежилетів, через які ДБР порушило справу. Згодом стало відомо, що ДБР проводило свою експертизу бронежилетів у системі МВС.
11 листопада 2019 року Печерський районний суд в рамках цієї справи обрав запобіжний захід Марченку — утримання під вартою 60 діб або заставу в сумі 76 млн грн В прес-службі Міноборони арешт прокоментували так:.

| Викликає подив той факт, що Дмитру Марченку було обрано саме такий запобіжний захід, незважаючи на те, що він не переховувався та співпрацював зі слідством, є бойовим офіцером, учасником оборони ДАП, позитивно характеризується по службі, а також те, що судом не було взято до уваги пропозицію кількох народних депутатів та Героїв України про взяття Дмитра на поруки. |
| — Прес-служба Міністерства оборони, 12 листопада 2019 |

За даними адвоката Дмитра Марченка, його підзахисного з порушенням законодавства помістили не на військову гауптвахту, а в цивільний слідчий ізолятор, навіть попри те, що прокурор наголошував саме на гауптвахті.
В листопаді 2019 року Печерський районний суд призначив застава в розмірі 76 млн гривень, в Київському апеляційному суді її розмір був переглянутий в бік зменшення, до 20 млн гривень. Неурядова організація «Справа Громад» розпочала кампанію #FreeMarchenko зі збору коштів на внесення застави. 16 грудня 2019 року під час благодійного концерту гурту Ot Vinta!, «Українці своїх не кидають», стало відомо, що понад три тисячі громадян зробили внески на суму понад 1,5 млн гривень. Решта грошей була внесена родиною п'ятого Президента України Петра Порошенка.
17 грудня 2019 року генерал Марченко вийшов з СІЗО під заставу. За його словами, «За час тримання, один місяць» його «один раз вивозили на допит і чотири рази вивозили, щоб тиснути, без адвокатів», а внаслідок накладених арештів на технічну та проєктну документацію Міністерство оборони фактично припинило масові закупівлі бронежилетів.

### Повномасштабне вторгнення Росії 2022 року
З початком повномасштабної російської агресії проти України в лютому 2022 року заарештовані бронежилети довелось видати у війська.
За твердженням представників партії "Європейська солідарність", у 2022 році, під час повномасштабного вторгнення Росії в Україну до 6 квітня, керував обороною Миколаєва. Це твердження було спростоване головою Миколаївської ОВА Віталієм Кімом.
Наприкінці липня 2022 року повернувся в Миколаїв, де працював над посиленням взаємодії ЗСУ та обласної влади, а також координував роботу партизанів.
8 листопада 2024 року генерал-майор Марченко повідомив про своє звільнення зі служби у ЗСУ.

## Військові звання
- майор (на 04.12.2014)[29]
- підполковник
- полковник (11.05.2017)
- генерал-майор (03.05.2019)[9]

## Нагороди
- Орден Богдана Хмельницького III ступеня (4.12.2014) — за особисту мужність і героїзм, виявлені у захисті державного суверенітету та територіальної цілісності України, вірність військовій присязі.[29]
- Орден «За мужність» III ступеня (08.03.2022) — за особисту мужність і самовіддані дії, виявлені у захисті державного суверенітету та територіальної цілісності України, вірність військовій присязі.[30]
- 21 квітня 2017 року рішенням Вознесенської міської ради був відзначений званням Почесний громадянин міста Вознесенська[31].

### Інтерв'ю
- Іван Ступак, Поняття «військове спорядження» має стати еталоном якості // Народна армія, 24 грудня 2015
- Леся Шовкун, Дмитро Лиховій, «Я бачу світло крізь бетон!» Велике інтерв'ю з генералом-реформатором Дмитром Марченком [Архівовано 13 листопада 2019 у Wayback Machine.] // Новинарня, 22 жовтня 2019
- Леся Шовкун, Дмитро Лиховій, Генерал-реформатор Дмитро Марченко: Кілька разів хотілося повернутися з МОУ в зону комфорту — на війну [Архівовано 13 листопада 2019 у Wayback Machine.] // Новинарня, 29 жовтня 2019
- Олег Деренюга, Генерал Марченко. Оборона Миколаєва та війна в Україні // НикВести, 23 травня 2022
- Олег Деренюга, Генерал Марченко про наступ РФ / контрнаступ ЗСУ / звільнення Криму / Незламний Миколаїв // НикВести, 23 лютого 2023